# Михришах Кадын-эфенди
Михриша́х Кады́н-эфе́нди (тур. Mihrişah Kadın Efendi; ум. в 1731/1732, Стамбул) — наложница османского султана Ахмеда III с титулом кадын-эфенди, мать султана Мустафы III. Михришах не дожила до правления сына и никогда не носила титул валиде-султан.

## Имя и титул
В турецкой историографии принято имя матери султана Мустафы III «Михришах». Однако Недждет Сакаоглу отмечает, ссылаясь на работу Энтони Алдерсона «Структура Османской династии», что в источниках также встречаются варианты «Эмине» и «Михримах». Кроме того, Сакаоглу пишет, что автор статьи о Мустафе III в «Исламской энциклопедии» Б. С. Байкал называет мать султана Михрюмах.
В различных источниках мать Мустафы III называют Михришах-султан, однако поскольку Михришах скончалась до восшествия сына на престол и не носила титул валиде-султан, на протяжении всей жизни в гареме она именовалась по титулу жены султана — кадын-эфенди.

## Биография
О происхождении Михришах никаких данных нет. Она попала в гарем султана Ахмеда III до 1710 года, поскольку именно этим годом датируется рождение первого из известных детей Михришах. Будучи матерью шехзаде, она получила титул второй жены султана.
О жизни Михришах в гареме известно мало. На время правления Ахмеда III пришлась так называемая «Эпоха тюльпанов» — период в истории Османской империи, ознаменовавший расцвет в стране науки, культуры, экономики и европейской архитектуры. Михришах, будучи матерью нескольких наследников, было позволено заниматься благотворительностью. Так, по её заказу в 1728 году в Ускюдаре был построен фонтан, стиль которого был характерен для «Эпохи тюльпанов». По краю фонтана шла резная надпись, согласно которой строительство фонтана было приурочено к десятилетию шехзаде Баязида — сына Михришах. Ещё один фонтан, на этот раз питьевой, был построен в том же году Михришах в память о сыне Сулеймане, скончавшемся в 1720 году. Третий фонтан Михришах был построен в Галате в 1732 году, вероятно уже после её смерти.
По поводу смерти Михришах в источниках встречаются разночтения. В 1757 году султаном стал сын Михришах Мустафа III, по приказу которого в 1762 году в Ускюдаре была заложена мечеть в память о матери. Гаремные документы сообщают, что Михришах умерла в мае 1762 года, что означает, что она застала правление сына, но при этом по неясным причинам не носила титул валиде. Как отмечает Недждет Сакаоглу, вероятно, либо в гареме было две Михришах, либо гаремные документы ошибочны. Скорее всего Михришах скончалась в 1731 или 1732 году; по мнению Сакаоглу произошло это в апреле 1732 года. Вполне вероятно строительство мечети Мустафой было начато для того, чтобы перенести останки матери в собственную усыпальницу.
Согласно записям дворца Топкапы, Михришах была похоронена в тюрбе Джедит-Хаватин в Новой мечети, где примерно в это же время упокоилась другая жена Ахмеда III — Рабия Шерми Кадын-эфенди.

## Потомство
Достоверно неизвестно сколько всего детей у султана было от Михришах. Так Недждет Сакаоглу пишет о четырёх сыновьях: Сулеймане (1710—1720), Мустафе III (1717—1774), Баязиде (1718—1771) и Сейфеддине (1728—1732). Чагатай Улучай и Сюрейя Мехмед-бей называют детьми Михришах Сулеймана и Мустафу. Энтони Алдерсон указывает в качестве детей Михришах Сулеймана, Мустафу и Баязида. Сулейман и Сейфеддин умерли в детстве; Мустафа III пережил правление двоих султанов и взошёл на престол в 1757 году; Баязид скончался в кафесе, куда среди прочих шехзаде оказался заточён после смерти отца.